# Bucha

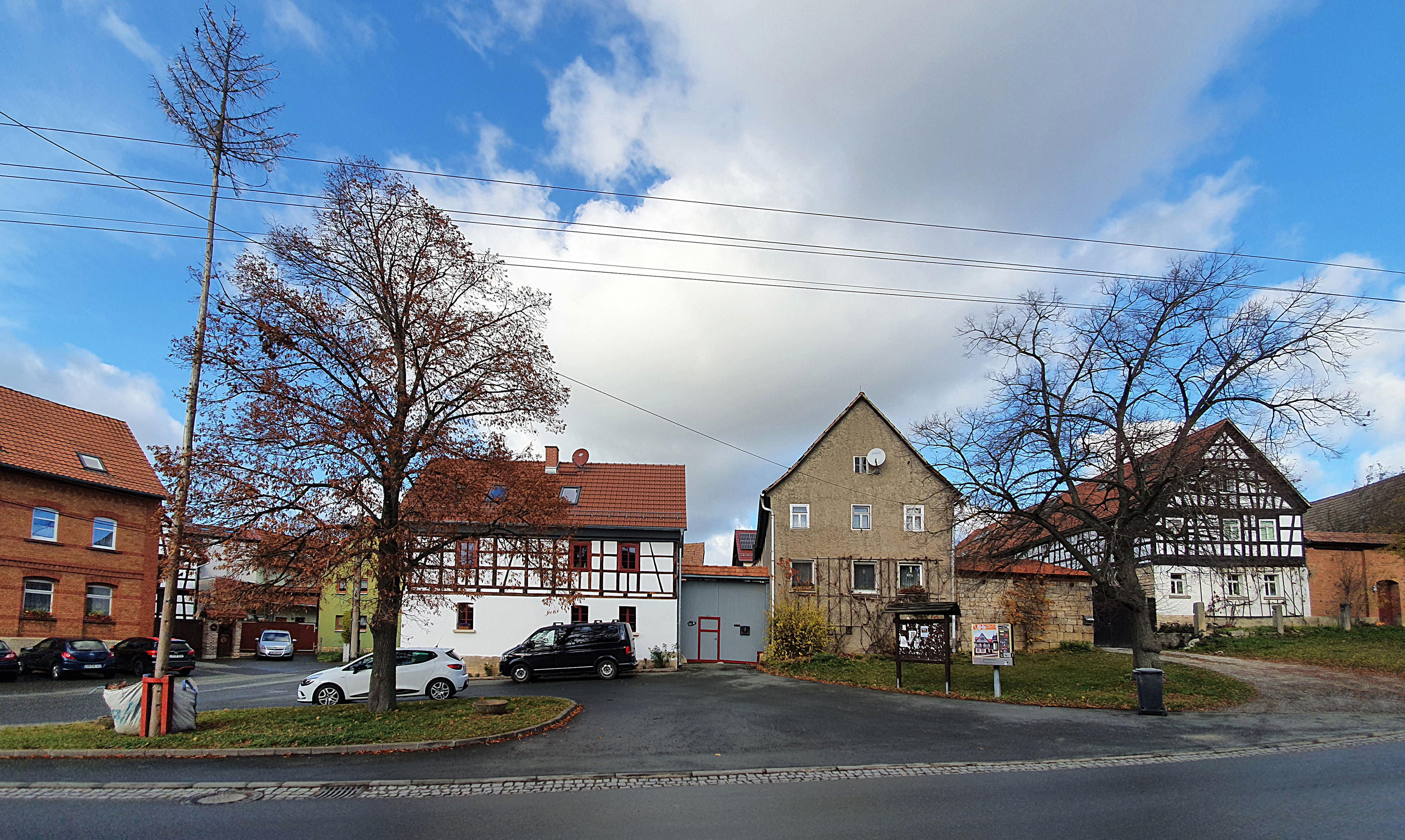
Ortsansicht

Bucha ist eine Gemeinde im Südwesten des Saale-Holzland-Kreises, westlich von Jena, und Teil der Verwaltungsgemeinschaft Südliches Saaletal. Zur Gemeinde Bucha gehören die Ortschaften Schorba, Pösen, Oßmaritz, Coppanz und Nennsdorf.

## Geschichte
Erste urkundliche Belege werden einem Dokument vom 4. April 1290 zugeteilt. Der Ortsname Bucha leitet sich wahrscheinlich von dem germanischen Buchaha – „Wasserlauf zwischen Buchen“ ab.
Der Ort war seit dem Hochmittelalter Sitz eines Pfarrsprengels, eine wissenschaftlich belegte Namensliste der Buchaer Pfarrer reicht bis weit vor die Einführung der Reformation zurück.
Im Zuge des Landesausbaus könnte der Ort in Besitz der Herren von Lobdeburg gekommen sein. Im 14. Jahrhundert dehnten die Wettiner ihren Machtanspruch auf die „Pflege Burgau“ aus, zu der auch der Ort Bucha zählte. Eine Pflege war eine besondere Rechtsform der Kirchen- oder Landesverwaltung. Bis zur Mitte des 15. Jahrhunderts existierte Bucha als Weiler, der heutige Ort Bucha bildete „Oberbucha“, der in Richtung Oßmaritz gelegene Teil „Niederbucha“, heute eine Wüstung. Das bislang älteste noch erhaltene Verzeichnis der Einwohner der beiden Orte geht auf das erste Drittel des 15. Jahrhunderts zurück.
Die landesherrschaftliche Verwaltung erfolgte über das „Amt Burgau“ im Herzogtum Sachsen-Weimar, es wurde dann Teil des Großherzogtums Sachsen-Weimar-Eisenach. Nach der Fürstenabdankung wurde Bucha dem Landkreis Stadtroda zugeteilt.
Bei den Kampfhandlungen im April 1945 wurde Bucha von amerikanischen Soldaten besetzt, die eine Artilleriestellung auf den Buchaer Höhen einrichteten, um das Stadtzentrum von Jena unter Beschuss zu nehmen.
Nach 1945 gehörte Bucha zum thüringischen Landkreis Jena und später mit diesem zum Bezirk Gera. Von der LPG „Ernst Thälmann“, mit Sitz in Bucha, wurde ein Großteil des westlichen Landkreises Jena-Land bewirtschaftet. Seit 1994 gehört Bucha zum Saale-Holzland-Kreis.

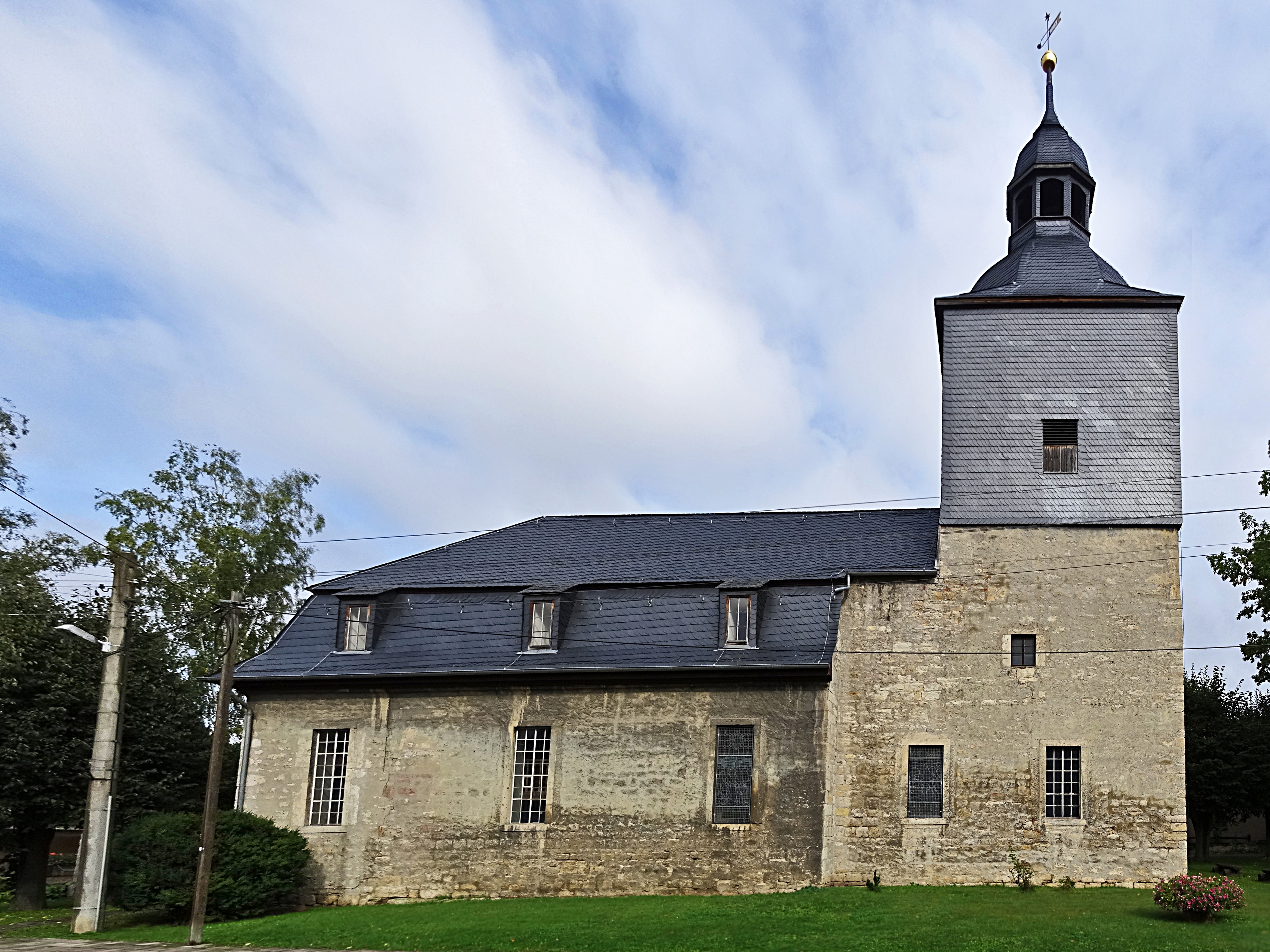
Kirche in Bucha

## Bauwerke
Die Evangelisch-lutherische Kirche St. Michaelis ist mit einer Orgel aus der Werkstatt Heerwagen ausgestattet.

## Verkehr
Bucha ist über die Anschlussstelle Bucha der unmittelbar südlich des Ortes verlaufenden Bundesautobahn 4 zu erreichen.

## Wirtschaft
Der Ort verfügt über zwei Gewerbegebiete. Das Wohnen in der Gemeinde Bucha ist geprägt durch Gehöfte und landwirtschaftliche Anwesen. Das erste Neubauwohngebiet „Über dem Dorfe“ mit ca. 11 ha ist fast vollständig bebaut.

## Bürgermeister
Im Februar 2019 wurde Hans-Joachim Loeper (parteilos) mit 90,1 % der Stimmen zum Bürgermeister gewählt.

## Wappen
Beschreibung: „Gespalten von Silber und Grün; vorn ein gestürztes grünes Buchenblatt aus einem querliegenden Zweig wachsend, hinten fünf gestürzte silberne Buchenblätter, ebenfalls aus einem querliegenden Zweig wachsend.“

## Persönlichkeiten
- Die ehemalige Leichtathletin und Olympiasiegerin Petra Felke-Meier wohnt in Bucha.
- Die ehemalige Leichtathletin, Olympiasiegerin im Speerwurf, ehemalige MdB und ehemalige MdL im Thüringer Landtag Ruth Fuchs wohnte in Bucha.